# カラオケチャンネル (群馬テレビ)
『カラオケチャンネル』は、2009年4月3日から2025年3月28日まで群馬テレビで放送されていた歌謡番組。通称「カラチャン」。

## 概要
群馬テレビカラオケ大賞から続くカラオケ長寿番組。
通常は一般からの応募者たちがエントリーするが、2010年2月放送分では同じく群馬テレビ自社製作番組『来来飯店』のメンバーが出演した。同番組の番宣をするために出演したものの、番宣ができなかった。
この番組の特徴として、隣県からの出場者が多く、特に埼玉県が多かった。また、新潟県・長野県・栃木県・茨城県からの出場者もいたが、遠くは東京都や千葉県のほか関東地方以外からも出場者がいた。出場者は最初に歌う順番を番組内で決めていたが、2013年4月から番組リニューアルに伴い、収録前に順番を決めていた。優勝された方は同じ曲をもう一度披露した。また、ゲスト歌手は審査員も務めた。2025年1月10日の放送で3月末での終了を発表し、2025年3月28日の放送をもって終了して、カラオケ大賞時代から通算して43年9ヶ月の歴史に幕を閉じた。(カラオケ大賞終了からニューカラオケ大賞スタートまで半年の間、休止していた為)
2010年10月1日放送分をもってハイビジョン化された。
この番組はスカパー!ほかで視聴可能な歌謡ポップスチャンネルでも放送されていた。同チャンネルでは「インターローカルアワー」の内包番組として無料放送されていた。そのため、CSチューナー搭載のテレビ・レコーダーでスカパー!に契約されてない方もを見ることができた。またテロップには「この番組は群馬地区で○月○○日に放送されたものです」が画面上に表示された。2017年4月27日をもってスカパー!での放送は終了となった。

## 出演者
司会
- アンカンミンカン（川島大輔・富所哲平） - 吉本興業所属の群馬県住みます芸人、2020年6月 - 2025年3月28日

審査委員長
- 杉本眞人  - 番組開始から担当。
  - このほか、ゲスト演歌歌手の審査委員が出演。

## 過去の司会者
美月以外は当時・現職含め群馬テレビアナウンサー
- 山田浩史（2009年4月 - 2012年6月）
- 吉江まりも（2009年4月 - 2015年5月） ※2014年9月の群馬テレビ退社後も、フリーアナウンサーとして引き続き出演
- 梨子田友和（2012年7月 - 2013年3月）
- 美月さくら（2013年4月 - 2020年3月）※群馬県出身の歌手
- 高橋理恵（2015年6月 - 2016年3月）
- 小松正英（2016年4月 - 2018年9月）
- 北爪健太（2018年10月  - 2020年3月）

## ゲスト
- 奈良崎正明（2019年3月15日）
- 門松みゆき（日本コロムビア（2019年4月26日）
- 逢川まさき（ホリデージャパン）（2023年4月7日）

## スタッフ
- 制作著作/群馬テレビ

## コーナー
- レッスンコーナー 杉本塾（不定期） - 過去に出場された一般者の中から1名が、杉本眞人のレッスンが受けられた。

杉本塾スペシャルと題して、丸々1時間放送された。
- ゲストコーナー - ゲスト歌手による歌の披露。

## 放送局
| 放送対象地域 | 放送局                 | 系列         | 放送日時 | 備考        |
| ------------ | ---------------------- | ------------ | --- | ----------- |
| 群馬県       | 群馬テレビ             | 独立局       | 金曜 20:00 - 21:00 （2009年4月3日 - 2012年3月2日） 金曜 21:00 - 22:00 （2012年3月9日 - ） 月曜 15:30 - 16:30 （再放送） | 製作局      |
| 日本全国     | 歌謡ポップスチャンネル | CSチャンネル | 月曜 25:30 - 26:30 （2012年10月1日 - 2013年9月30日） 木曜 25:30 - 26:30 （2013年10月10日 - 2017年4月27日）              | 約1か月遅れ |